# Dinard
Dinard (bretonsko Dinarzh) je letoviško naselje in občina v severozahodnem francoskem departmaju Ille-et-Vilaine regije Bretanje. Leta 2011 je naselje imelo 10.230 prebivalcev.

## Geografija
Naselje leži v pokrajini Bretaniji ob izlivu estuarija reke Rance v zaliv Saint-Malo nasproti Saint-Maloju, 73 km severozahodno od Rennesa. Južno od kraja, na ozemlju občine Pleurtuit, se nahaja mednarodno letališče Dinard Pleurtuit Saint-Malo.

## Uprava
Dinard je sedež istoimenskega kantona, v katerega so poleg njegove vključene še občine Le Minihic-sur-Rance, Pleurtuit, La Richardais, Saint-Briac-sur-Mer in Saint-Lunaire s 24.408 prebivalci.
Kanton Dinard je sestavni del okrožja Saint-Malo.

## Zanimivosti
Dinard je na seznamu francoskih umetnostno-zgodovinskih mest.
- ruševine kapele nekdanjega priorstva z grobnicama vitezov Oliviera in Geoffroya de Montforta iz 14. stoletja,
- graščina Črni princ (Prince Noir) iz 14. stoletja,
- renesančni dvorec manoir de la Baronnais s francoskimi vrtovi, zgrajen leta 1647,
- trdnjava na otoku île Harbour iz leta 1689,
- anglikanska cerkev sv. Jerneja,
- cerkev sv. Enogata, notredamska cerkev,
- teniško klubsko igrišče, eno prvih zgrajenih v Franciji (1879).

## Pobratena mesta
- Newquay (Cornwall, Anglija, Združeno kraljestvo)
- Starnberg (Bavarska, Nemčija).